# Kostel svatého Jakuba apoštola (Cítoliby)
Kostel svatého Jakuba apoštola v Cítolibech, nazývaný též kostel sv. Jakuba Většího, je římskokatolický farní kostel. Barokní sakrální stavba tvořící dominantu obce se nachází v jihovýchodním koutě Tyršova náměstí a je chráněný jako kulturní památka.

## Historie
Schwarzenberský archivář Johann Veselý ve své knížce o dějinách schwarzenberských panství v severozápadních Čechách napsal, že před stavbou nového kostela v Cítolibech byl ten původní, zasvěcený svatému Havlovi a umístěný v zámecké zahradě, zbořený. Poloha kostela v zámecké zahradě, blízko rezidenčního sídla, není jistá, navíc když Veselý své tvrzení neopírá o žádný písemný pramen.
Podle Františka Štědrého pochází nejstarší písemná zmínka o zdejším kostele z roku 1358. Odvolává se při tom na konkrétní místo z nejstarší lounské městské knihy. Na citované straně archiválie, ale ani v celém roce 1358 cítolibský plebán není jmenovaný. Ačkoliv v té době kostel zřejmě opravdu existoval, je nutné první písemnou zmínku o něm klást až do roku 1379, kdy cítolibský farář Hanek řečený Herink půjčil městské radě v Rakovníku 40 kop grošů. Ze 14. a z 1. poloviny 15. století je známo několik jmen cítolibských farářů; naposledy je uváděn v pramenech farář v Cítolibech k roku 1456. Pak duchovní správa v Cítolibech na 150 let zanikla.
V roce 1606 pořídil tehdejší majitel vesnice, Karel Hruška z Března, závěť. Jedním z jejích ustanovení bylo postavení nové fary a instalace duchovního. Tím se stal evangelík Zikmund Jáchym Třebenský, který byl ovšem začátkem 20. let nucen emigrovat. Od 60. let 17. století administrovali cítolibskou farnost augustiniáni z kláštera v Dolním Ročově. Z dochovaných kostelních účtů původního kostela svatého Jakuba lze mj. vyčíst jeho mobiliář. Stavba byla opatřena věží, jejíž fasáda se v roce 1692 natírala zelenou barvou. V dubnu 1714 se mobiliář kostela přenášel do zámku a následně došlo k jeho zboření.
Stavebníkem nového kostela byl majitel cítolibského panství Arnošt Bohumír Schütz z Leipoldsheimu. Stavba byla dokončena v roce 1715. Jméno architekta se v písemných pramenech nevyskytuje. Schütz se vysvěcení kostela nedočkal. Zemřel už v lednu toho roku a byl pohřben v kryptě kostela.
Duchovní správci kostela jsou uvedeni na stránce: Římskokatolická farnost Cítoliby.

## Architektura

### Exteriér

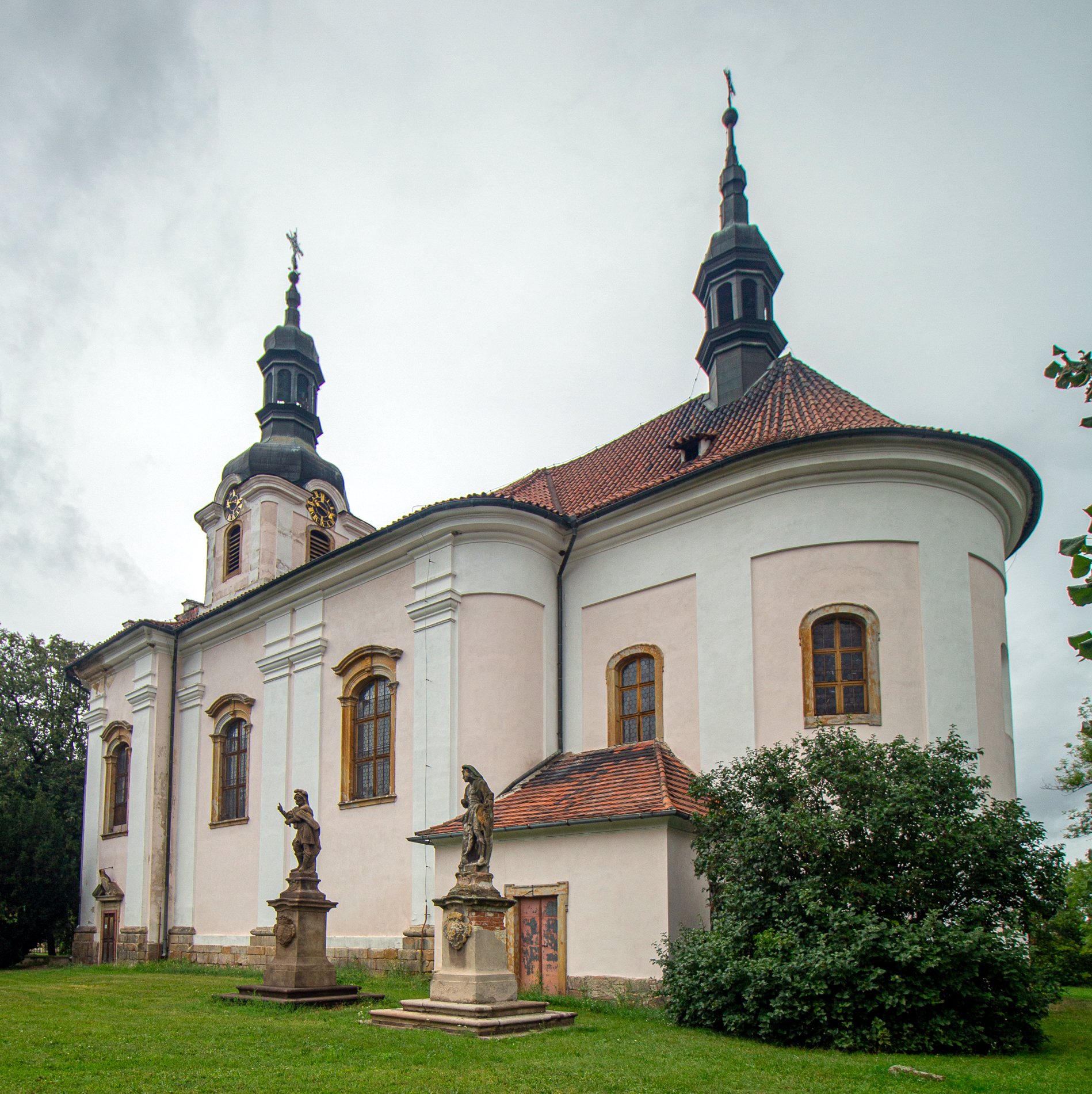
Závěr kostela

Jedná se o orientovanou, obdélnou, barokní stavbu s polokruhvě zakončeným presbytářem se sakristií po severní straně a čtyřbokou prostorou po jižní straně. V západním průčelí se nalézá věž. Boční fasádu člení pilastry a segmentově zakončená pravoúhlá okna. Stejnými okny a lizénovými rámci je opatřen i závěr kostela. Boční fasády přecházejí konvex-konkávně v boční části hlavního průčelí. V západním průčelí, které je členěno pilastry a vyvrcholeno štítem s křídlatými zdmi a věží, je střední rizalit s obdélným portálem a polokruhově ukončeným oknem se znakem Schützů v kartuši.

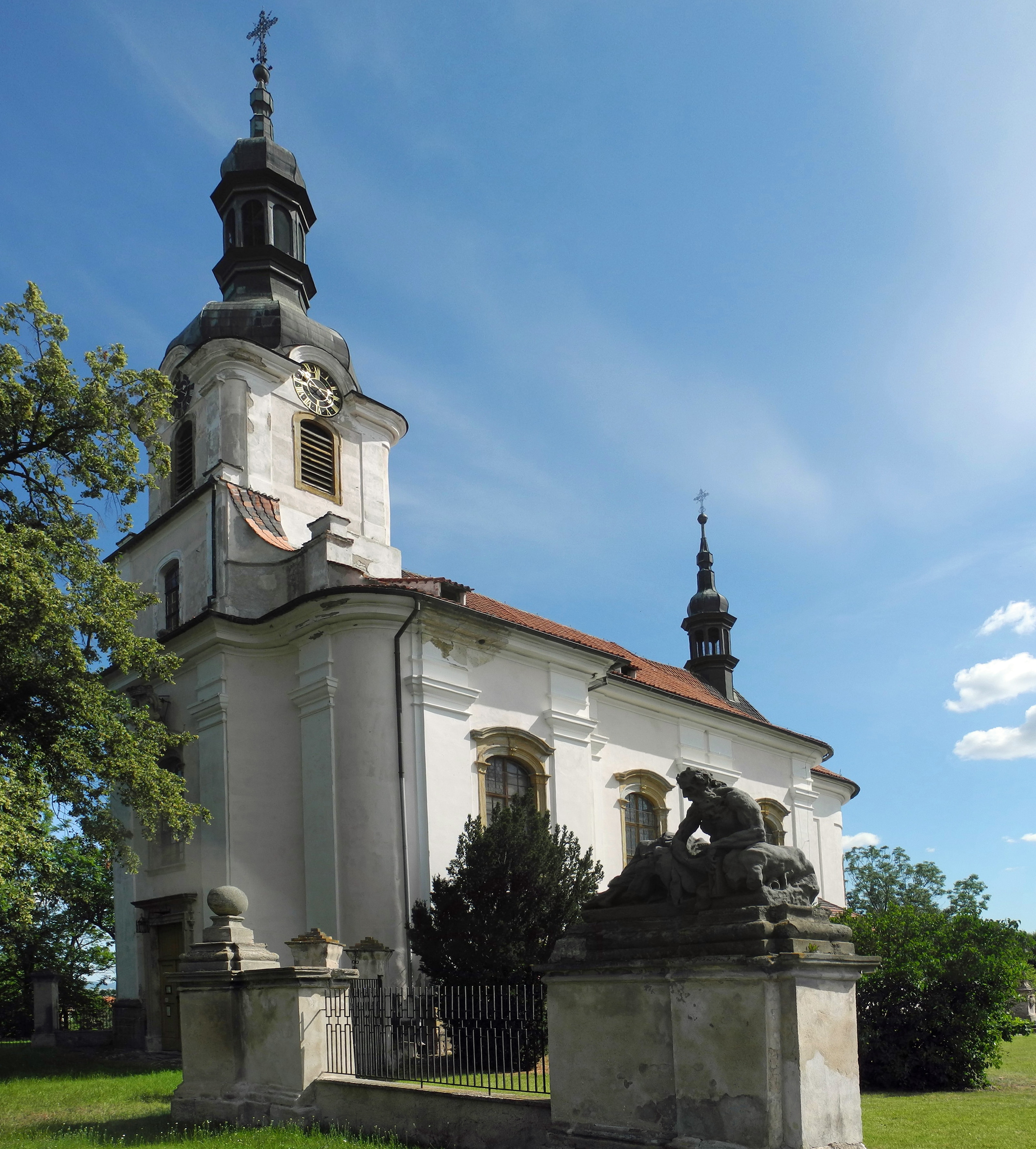
Kostel, v popředí plastika Stáří

### Interiér
Presbytář s pilastry je sklenut jedním polem valené klenby s lunetami a pásem. V závěru má v klenbě tři kápě s pásy. Po jižní straně se nachází čtyřboká prostora s plochým stropem, která je otevřená v celé šíři obloukem do presbytáře. Na jeho severní straně je obdélný portál do sakristie. Triumfální oblouk je segmentový. Loď má valenou klenbu s lunetami a pásy sbíhajícími se na dvojice pilastrů. Kruchta spočívá na dvou pilířích a třech polokruhových obloucích. Je podklenutá hladkou křížovou klenbou a pásy. Západní část kruchty je oddělena dvěma pilíři a třemi oblouky jako v přízemí a zaklenuta hladkými křížovými klenbami. Východní část kruchty je balkónovitě vysunutá a má dřevěné zábradlí.

## Zařízení
Hlavní oltář a presbytář je vyzdobený plastikami M. B. Brauna. Podle chronogramu byla výzdoba dokončena v roce 1718. Na tabernáklu stojí krucifix a dva andělé. Na závěrové straně presbytáře je zavěšen obraz Kázání sv. Jakuba. Dlouho byl považován za dílo Petra Brandla, teprve Jaromír Neumann ho připsal V. V. Reinerovi. Pochází ze stejné doby jako oltář. Tento obraz byl restaurován v roce 1890 Václavem Sochorem. Na pilířových podstavcích při oltáři se nacházejí čtyři sochy andělů světlonošů od M. B. Brauna. V kostele jsou dále čtyři malé obrazy s výjevy ze života Kristova v rokokových rámech. Dva protějškové barokní oltáře pocházejí z let 1718–1719 a je na nich sochařská výzdoba od M. B. Brauna, rokokové skříňky a obrazy od V. V. Reinera z období kolem roku 1733.

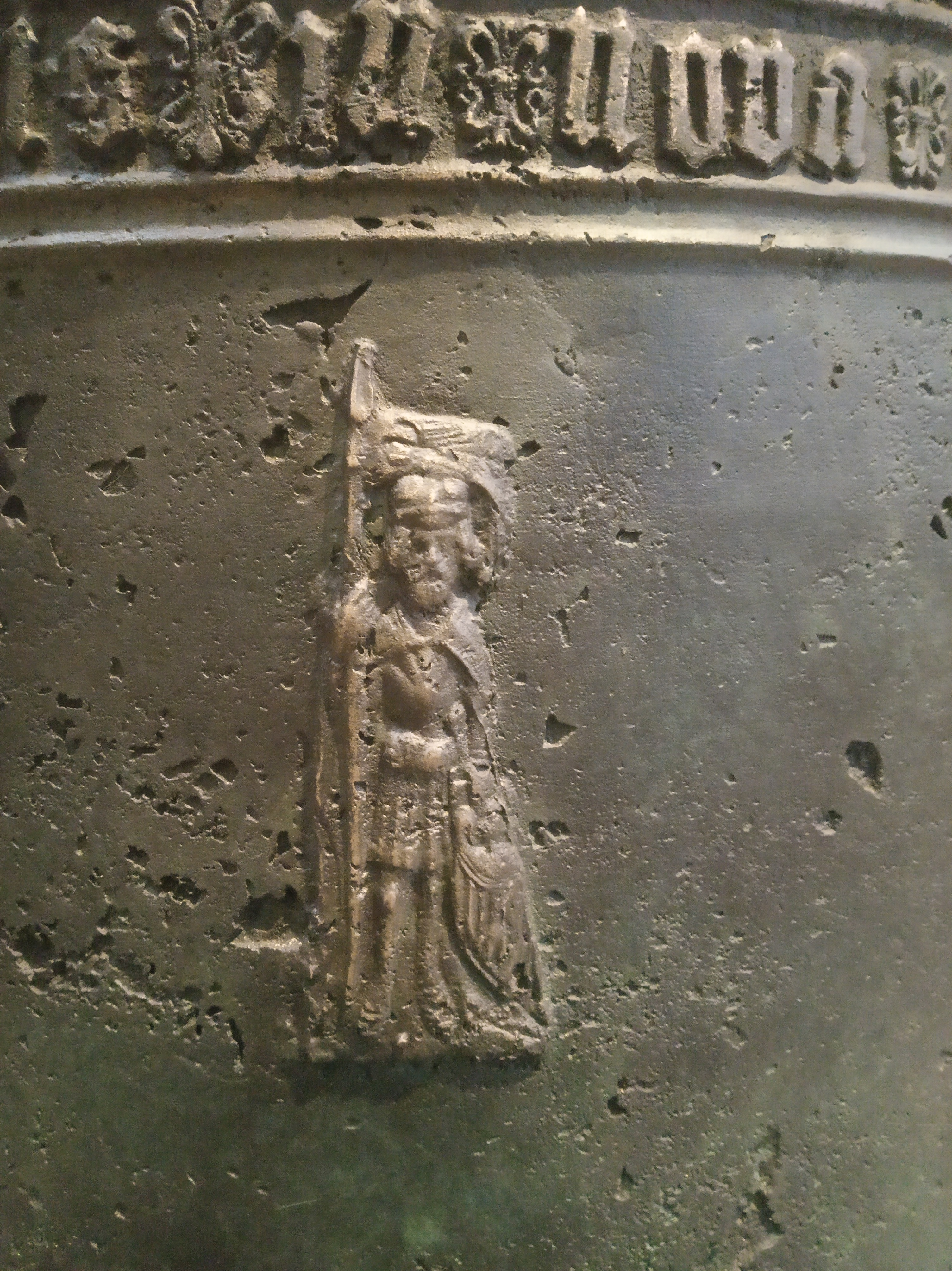
Reliéf sv. Václava na stejnojmenném zvonu

 Jeden protějškový oltář má obraz sv. Barbory, sochy andělů a Boha Otce v nástavci, druhý protějškový oltář je vybaven obrazem sv. Jana Nepomuckého a sochami sv. Ludmily a sv. Václava a archanděla Michaela v nástavci. Další dva protějškové oltáře jsou rokokové s barokními obrazy Ecce Homo a sv. Jeronýma, soškami Panny Marie a sv. Anny, s klasicistními sochami andělů a další sochařskou výzdobou. Na barokní kazatelně je socha Boha Otce a hlavičky andílků. Lavice pocházejí z počátku 18. století a zdobí je znak Schützů z Leipoldsheimu. Dvě barokní zpovědnice pocházejí z 1. poloviny 18. století jsou opatřeny sochami sv. Maří Magdalény a Marnotratného syna. Čtyři oválné obrazy evangelistů jsou z 1. poloviny 18. století. Obraz Svaté rodiny je rokokový, obraz Nejsvětější Trojice je z 18. století. Přípravný oltářík má rokokový nástavec. Barokní pískovcová křtitelnice s cínovým víkem je datována do roku 1668 a pochází z původního kostela. V interiéru jsou náhrobníky Polyxeny Schützové z roku 1685 a Zuzany Schützové z roku 1698.
Původní varhany byly rokokové z roku 1754. Současné kostelní varhany postavil v roce 1901 pražský závod Rejna a Černý. Ty nahradily barokní koncertní nástroj, na který hráli mj. členové rodiny Kopřivů a který byl v období socialismu zničen na Novém Hradě. Ze starého kostela se ve věži přes všechny válečné rekvizice dochoval zvon Václav, ulitý v roce 1529 zvonařem Bartolomějem z Nového Města pražského. V roce 2021 byl restaurován.

## Okolí kostela

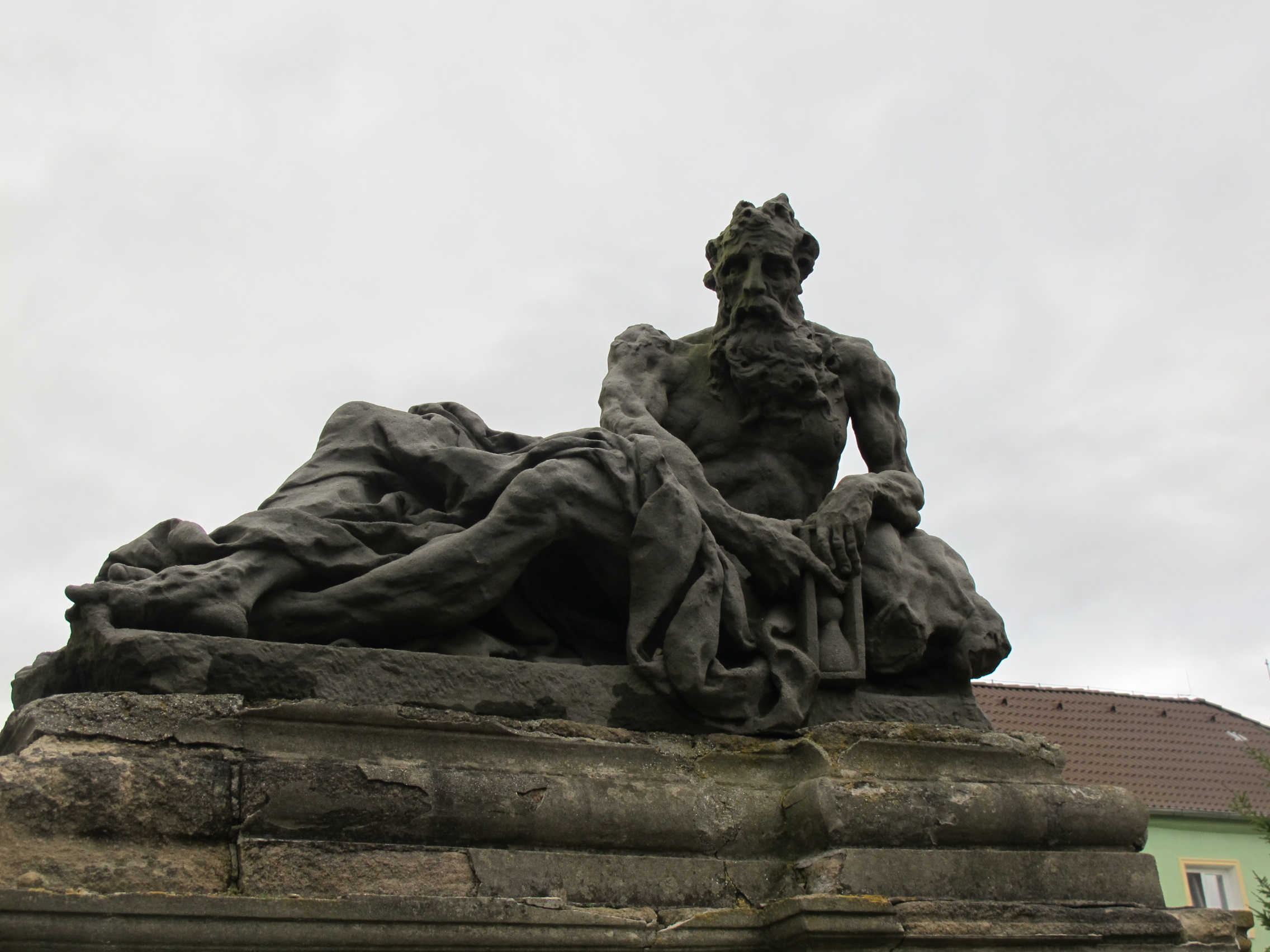
Alegorie Stáří

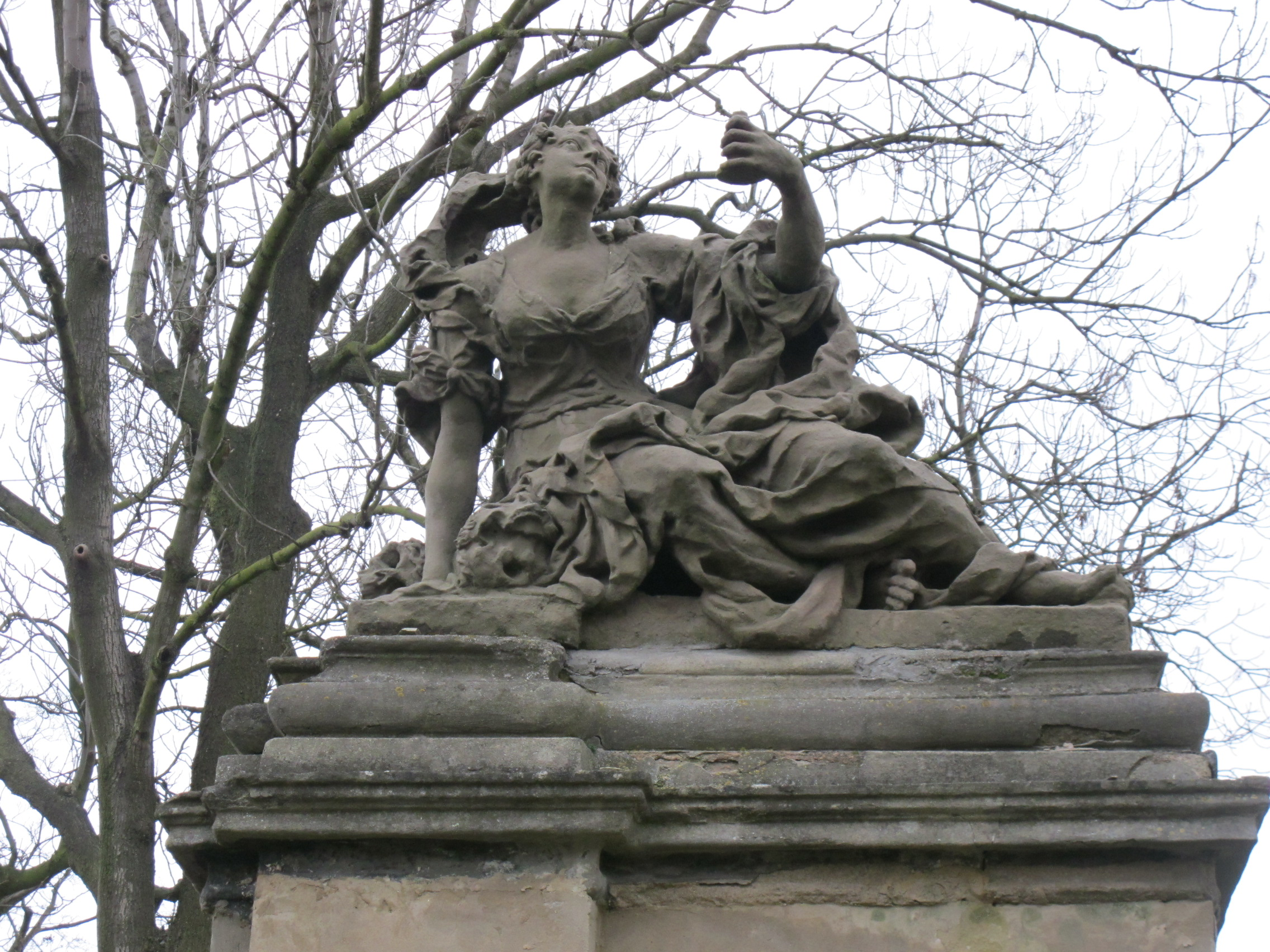
Alegorie Mládí

Na hřbitovní zdi před kostelem, z obou stran portálu, jsou umístěny pískovcové sochy z Braunovy dílny. Nejsou to originály, nýbrž jejich kopie ve formě výdusků, které v roce 1989 vytvořili restaurátoři Antonín Kolář a František Pašek. Oba pak v roce 1994 původní plastiky restaurovali. Tyto originály jsou umístěné v lounském kostele svatého Petra. Sochy zobrazují starce s přesýpacími hodinami a mladou ženu pozvedající kalich. Obyčejně bývají nazývány Chronos a Víra. Pavel Preiss se domnívá, že se jedná o alegorické protiklady Stáří a Mládí. Klade si otázku, zda je jejich umístění na hřbitovní zdi skutečně původní.

Před kostelem stály ještě dvě plastiky: Mojžíš a neznámý světec, o kterém se P. Preiss domnívá, že šlo o svatého Pavla. Jejich osud je neznámý. Ze čtyř soch, které bývaly na průčelní fasádě, se tři zřítily. Čtvrtou, svatého Vojtěcha, si vyžádal místní malíř Václav Sochor a umístil ji před svůj cítolibský ateliér. Sloup Nejsvětější Trojice na náměstí je dílenskou prací braunovskou. V kartuši nese nápis, že ho dal vztyčit Arnošt Bohumír Schütz, který zemřel v roce 1715. Vznikl tudíž před tímto datem. Jedná se o tříhranný obelisk s plastikami Nejsvětější Trojice; sochy andílků a vázy, které zdobily pilíře zábradlí, už neexistují. Postupně byly vandalským způsobem zničeny.

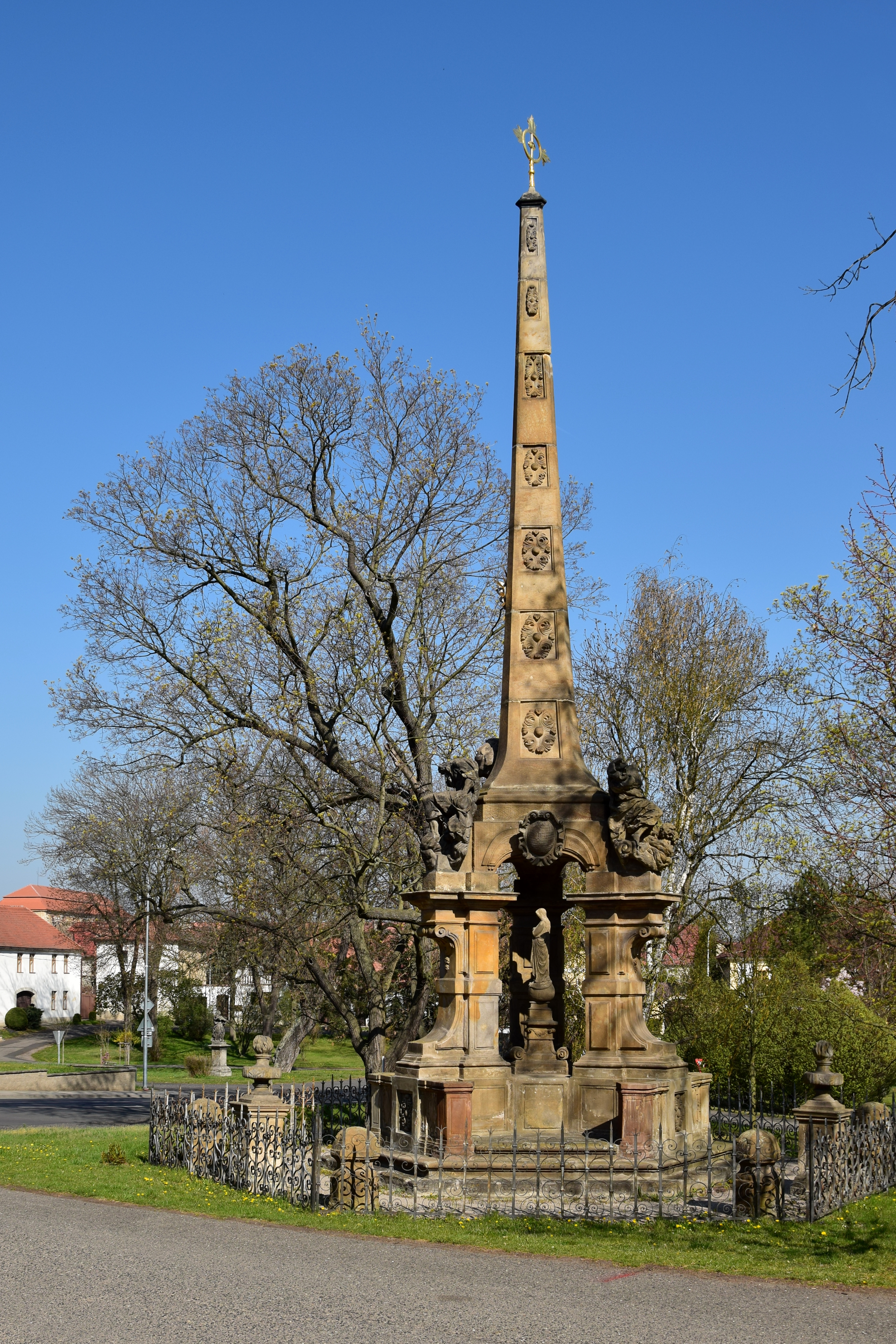
Sloup Nejsvětější Trojice

Významu cítolibského výtvarného díla si byli historikové umění vědomi už za 1. republiky. Na výstavě Umění v Čechách v XVII. a XVIII. století, uspořádané v roce 1938 v pražském Valdštejnském paláci, byly vystaveny obě pískovcové alegorie z ohradní zdi kostela, většina plastik andělů z kostela i oltářní obraz.
Ve 2. polovině 18. století se kostel stal centrem provozování duchovní hudby. Jejími autory byli především příslušníci místní rodiny Kopřivů. Jejich skladby vyšly na hudebních nosičích.